# Кёгнакышлак (Акстафинский район)
Кёгнакышлак (азерб. Köhnəqışlaq) — село в Кёгнакышлакском административно-территориальном округе Акстафинского района Азербайджана.

## Этимология
Село было названо так, потому что было создано на месте старого (азерб. köhnə) кишлака.

## История
С 24 января 1939 года село входило в состав Акстафинского района, который 4 декабря 1959 года был ликвидирован, а населенный пункт передан в состав Казахского района.
Согласно административному делению 1961 и 1977 года село Кёгнакышлак входило в Татлинский сельсовет Казахского района Азербайджанской ССР.
24 апреля 1990 года село передано в состав новообразованного Акстафинского района.
В годы Карабахской войны, с марта 1992 по декабрь 1993 года, приграничное с Арменией село Кёгнакышлак подвергалось многочисленным обстрелам из РСЗО и нападениям со стороны Армении. 
В 1999 году в Азербайджане была проведена административная реформа и внутри Татлинского административно-территориального округа был учрежден Татлинский муниципалитет Акстафинского района. В 2004 году из состава Татлинского АТО и муниципалитета выделены Кегнакышлакский АТО и муниципалитет соответственно.

## География
В селе начинает свое течение река Ахум.
Село находится в 22 км от райцентра Другой и в 460 км от Баку. Ближайшая железнодорожная станция — Татлу.
Вблизи села находится пик (1083 м). Село находится на высоте 600 метров над уровнем моря.

## Население
| Численность населения | Численность населения | Численность населения |
| 1986                  | 1999                  | 2009                  |
| --------------------- | --------------------- | --------------------- |
| 540                   | ↗567                  | ↗593                  |

Население преимущественно занимается виноградарством.

## Климат
В селе полупустынный климат.

## Инфраструктура
В селе расположены средняя школа, детский ясли-сад, клуб, библиотека, медицинский пункт.